# جامع وتكية السيد علي ابو علوك
جامع وتكية السيد علي أبو علوك، ويقع في محافظة كركوك في العراق، في محلة المصلى، قاطع صقور، وهو من مساجد العراق التاريخية القديمة، ولقد أنشيء الجامع في سنة 1179هـ/ 1765م، وتبلغ مساحته 1110م2، ومازال المسجد محافظاً على هيئتهِ القديمة التراثية القديمة من الداخل، وتعلو المبنى قبة خضراء كبيرة.
ويتكون مبنى الجامع من قسمين، الجانب الأيسر ممثل بالتكية، ويفصلها عن الجانب الأيمن الفضوة، ويحتوي الجامع على معالم تراثية قديمة، ومبنى الحرم يشتمل على أربعة أقواس ومنبر قديم ومحفل للقراء، وفي داخل الحرم يوجد قبو للاعتكاف، وفي الجانب الايسر يوجد مبنى التكية التي تقام فيها الأذكار، وفي جانب التكية توجد غرفة للخادم فيها نقوش من عهد الدولة العثمانية معينية الشكل، وفي داخل التكية توجد غرفة للامام والخطيب وغرفتان صغيرتان فيها مقام الشيخ علي أبو علوك، أما الفضوة فتتكون من عمود مرمر من الرخام وثلاثة أقواس.
ومن الأئمة الأعلام والمشايخ الذين خدموا فيهِ:
- الشيخ ملا محمد سرسبي - أول إمام وخطيب في الجامع.
- الشيخ عبد الستار عبد الله ياسين النعيمي.

وكان الجامع في أول أمره مدرسة دينية ومن أبرز المدرسين فيها الشيخ عبد الوهاب طعمة والسيد مجيد.
وتقام في الجامع والتكية صلاة الجمعة والصلوات الخمسة المكتوبة.